# Belosselski-Beloserski (Adelsgeschlecht)

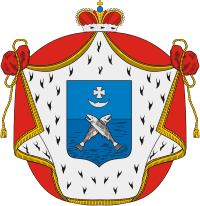
Familienwappen

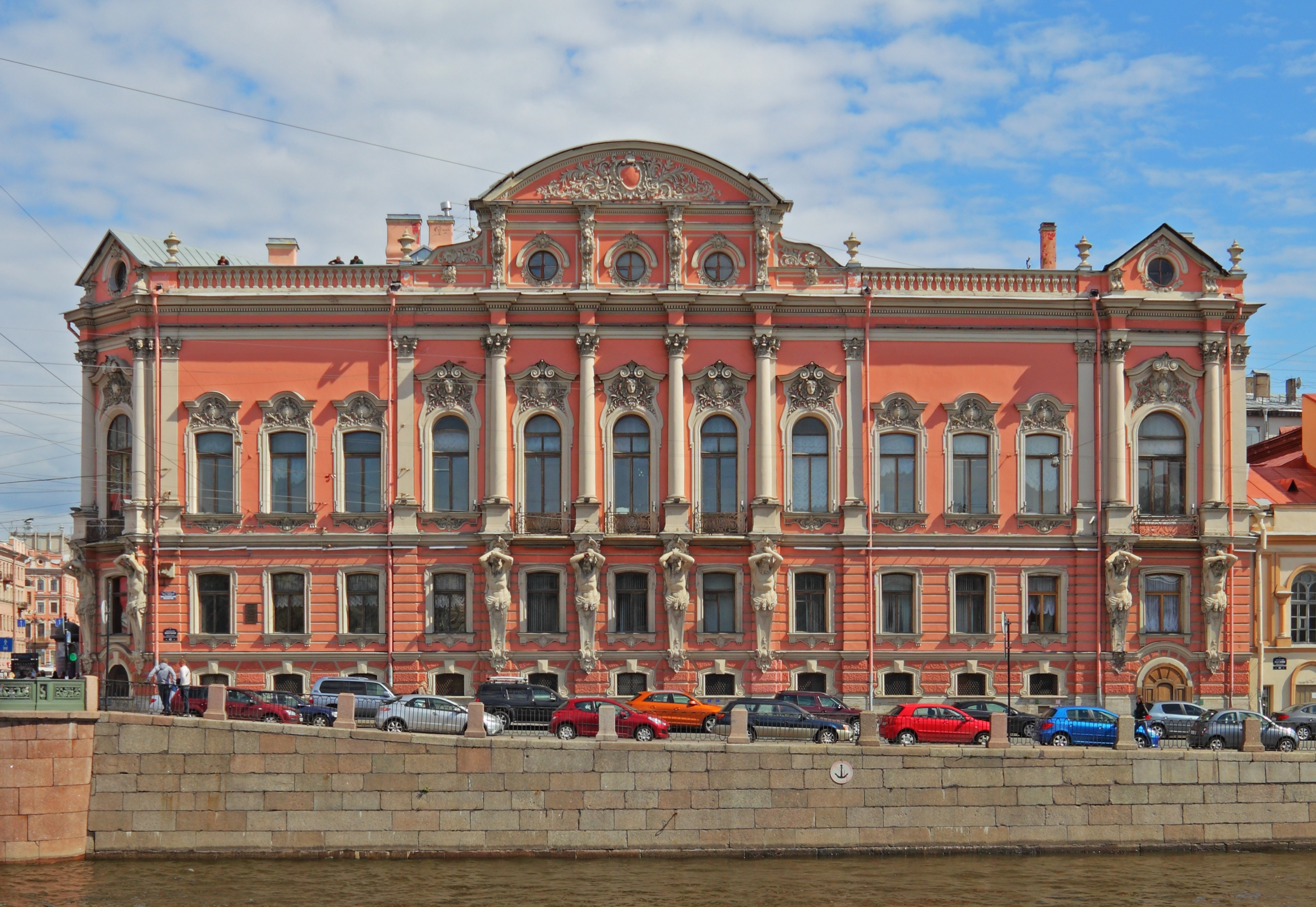
Belosselski-Beloserski-Palast in Sankt Petersburg

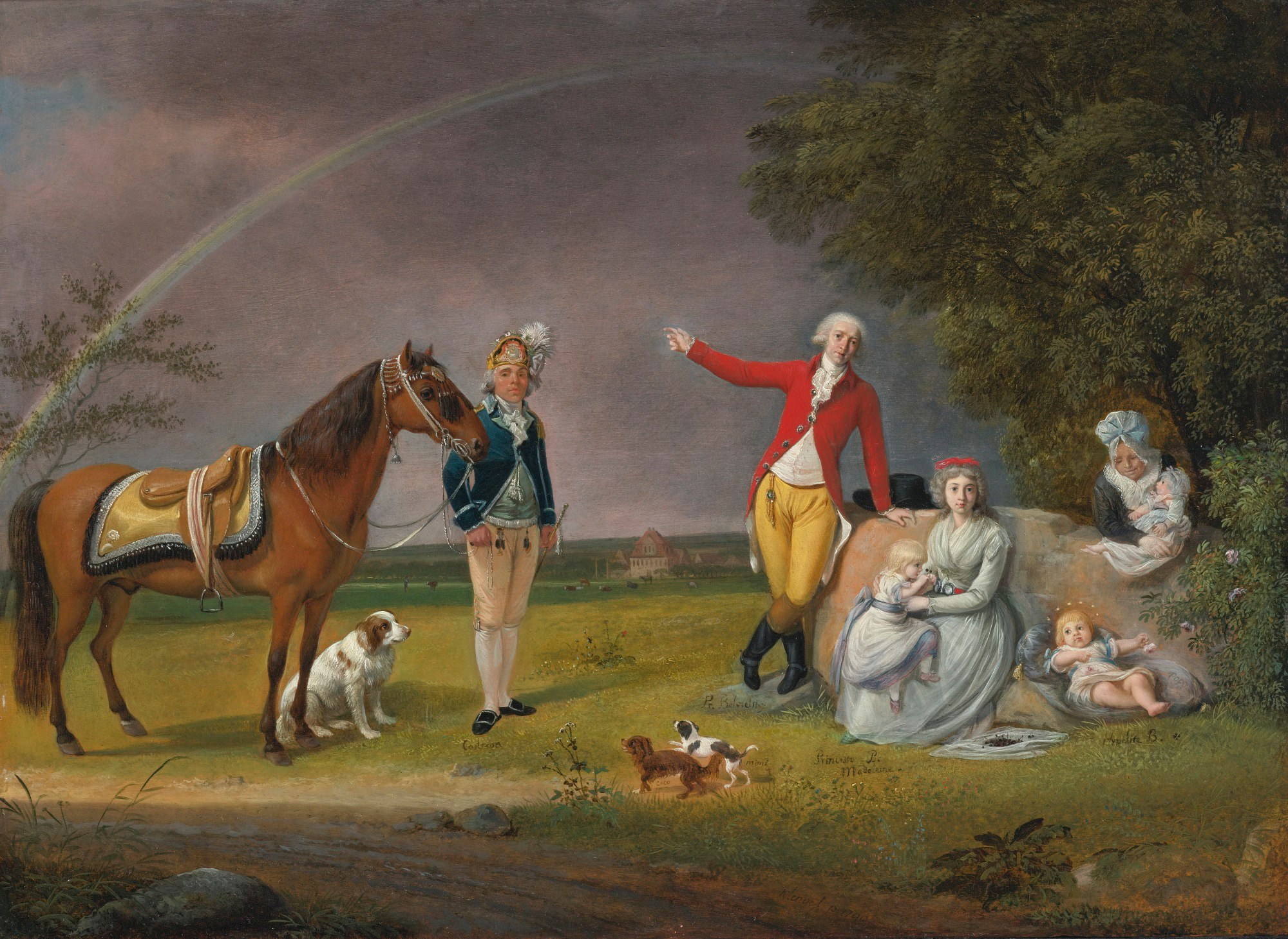
Alexander Michailowitsch Belosselski mit seiner Familie

Belosselski-Beloserski (russisch Белосельский-Белозерский) ist der Name eines rurikidischen Fürstengeschlechtes, das dem Hochadel angehört.

## Geschichte
Das Geschlecht stammt der Überlieferung nach vom russischen Reichsgründer Rjurik ab. Sein Nachkomme in der 12. Generation Gleb Wassiljewitsch wurde mit Belosersk belehnt. Als Residenz des legendären Warägerfürsten Sineus taucht Beloosero bereits in einer Quelle aus dem Jahre 862 auf, die 1112 bis 1113 von dem Mönch und Chronisten Nestor von Kiew in seine historische Sammlung aufgenommen wurde. Damals befand sich der Ort noch am gegenüberliegenden Ufer des Weißen Sees in der Nähe des heutigen Dorfes Kisnema. Seit 1283 war Beloosero Sitz eines autonomen Herrschaftsgebietes.
Gleb Wassiljewitsch vermählte sich mit der Tochter des Khans Sartak aus der goldenen Horde, die als Feodora zum Christentum übertrat. Er war außer den Belosselski Stammvater der Fürstengeschlechter Andomski, Kargolomski, Kemski, Schelespanski, Sugorski, Uchtomski und Wadbolski. Der erste Träger des Fürstentitels Belosselski Gawril Feodorowitsch lebte im 16. Jahrhundert und war der Urgroßonkel des letzten apanagierten Fürsten Juri Wassiljewitsch aus dieser Linie. Fürst Michail Wassiljewitsch Belosselski, der im russisch-polnischen Krieg an der Rückeroberung von Smolensk teilnahm, musste 1634 ins Exil gehen.
Ein Nachkomme Fürst Alexander Michailowitsch Belosselski, Neffe des Flottenadmirals Graf Iwan Grigorjewitsch Tschernyschow, absolvierte eine mehrjährige militärische Ausbildung als Kavallerist. 1779 wurde er als Nachfolger seines verstorbenen Bruders Andrej im Rang eines Kammerjunkers als kaiserlich-russischer Gesandter an den kurfürstlich-sächsischen Hof in Dresden entsandt. 1789 bis 1793 war er Botschafter am königlich-sardinischen Hof in Turin. 1799 gewährte Kaiser Paul I. die Führung des Doppelnamens Belosselski-Beloserski, in Anlehnung an das frühere Herrschaftsgebiet. 1823 bestätigte Kaiser Alexander I. diese Ermächtigung.
An der Fontanka, einem linken Nebenarm der Newa in Sankt Petersburg, entstand im Jahr 1797 das Palais der Familie Belosselski-Beloserski. Ein erster Palast an dieser Stelle war im Jahr 1747 für Fürst Michail Andrejewitsch Belosselski errichtet worden. Nach der russischen Revolution gingen alle Familienmitglieder ins Exil. Ihr Besitz wurde konfisziert und verstaatlicht.   

## Wappen
„Durch Wellenschnitt quergeteilt, oben blaues, unten silbernes Schild, darin überhöht von einem steigenden silbernen Mond, über dem ein silbernes Ordenskreuz schwebt, zwei verschränkte, mit den Köpfen aus den Wasser hervorsehende Fische von natürlicher Farbe“.

## Angehörige
- Michail Andrejewitsch Belosselski (1702–1755), russischer Vizeadmiral
- Alexander Michailowitsch Belosselski (1752–1809), russischer Diplomat und Philosoph
- Sinaida Alexandrowna Belosselski (1792–1862), russische Hofdame, Poetin und Sängerin
- Esper Konstantinowitsch Belosselski (1871–1921), russischer Segler